# Субплинијска ерупција
Субплинијска или пелешка ерупција је тип магматске ерупције. Магма је вискозна, најчешће риолитског или андезитског састава. Најбитнија карактеристика овог типа ерупције је присуство велике количине вулканског пепела у облику пирокластичног тока. Друга важна карактеристика је формирање вулканских купола. Као продукти срећу се кратки пирокластични токови или конуси шљаке.
Иницијална фаза ерупције карактерисана је пирокластичним токовима. Наслаге пирокластичног материјала имају мању запремину него наслаге пирокластичног материјала код плинијских ерупција. Вискозна магма тада формира стрму дому у вулканском каналу. Ова дома касније може да колабира, што доводи до нових токова пироклатичног материјала и топлих блокова. Еруптивни циклус се обично завршава за неколико година, али у неким случајевима може потрајати и неколико десетина година.